# Паразит (Marvel Comics)
Паразит (англ. Vermin) — вымышленный суперзлодей в комиксах, изданных Marvel Comics. Обычно этот персонаж изображается как противник Капитана Америки и Человека-паука. Генетик, работавший на Барона Земо и Арнима Зола, Эдвард Уилан был подвергнут эксперименту, в результате которого он превратился в человекоподобную крысу, получив сверхчеловеческие способности, а также хищнические инстинкты крысы. Наиболее заметное появление этого персонажа было в сюжетной арке «Kraven's Last Hunt».

## История публикаций
Первое появление персонажа состоялось в Captain America #272 (август 1982). Он был создан Дж. М. ДеМаттейсом и Майком Зиком.
Паразит стал врагом Человека-паука в Marvel Team-Up #128 (апрель 1983 года).

## Биография
В детстве Эдвард Уилан подвергался жестокому физическому и сексуальному насилию со стороны своего отца . Повзрослев, он стал генетиком, работающим на Барона Гельмута Земо и Примуса I(который выдавал себя за Арнима Зола). После того, как Примус подверг его эксперименту, его кожа приобрела светло-розоватый цвет, а сам он мутировал в каннибалистическую гуманоидную крысу. Паразит был побеждён Капитаном Америкой и передан в распоряжение Щ.И.Т. . Однако он сбегает из Щ.И.Т.а и возвращается на службу к Золе и Земо. Земо заковывает Паразита в темницу вместе с Капитаном Америкой; он сражается, мутирует, сбегает и ранит Земо . 
Позже Паразит сражается с Капитаном Америкой и Человеком-пауком на уличном фестивале и попадает в плен . Спустя некоторое время Паразит похищает женщин с улиц в канализацию и пожирает их. Его побеждает и захватывает Крэйвен-охотник, переодетый в Человека-паука; Крэйвен стремился доказать свое превосходство над Человеком-пауком, победив Паразита в одиночку, когда Человеку-пауку нужна была помощь Капитана Америки. Крэйвен заставляет его сразиться с настоящим Человеком-пауком, а затем позволяет ему сбежать; в конце концов, он пойман и передан полиции Человеком-пауком . Во время побега из тюрьмы суперзлодеев "Свод" Вермин помогает Веному выследить начальника тюрьмы Марша. По приказу Венома Паразит позже объединяется с Паудеркегом и Менталло; они временно побеждают Железного человека и Хэнка Пима. Силы Менталло используются для нейтрализации вырвавшегося наружу .
В конце концов Паразит сбегает из психушки и нападает на своих родителей в их доме в Скарсдейле. Его ловит Человек-паук и возвращает в психиатрическую лечебницу. В ответ на лечение у доктора Эшли Кафки он временно возвращается в человеческий облик .
Под постоянным лечением доктора Кафки первоначальная человеческая форма Уилана в конце концов становится его состоянием по умолчанию, и он превращается в Паразита только на несколько часов за раз. Его и Кафку похищает группа других мутантов Земо, которые хотят, чтобы Уилан снова стал Паразитом и возглавил их в их стремлении отомстить. Вместо этого Уилан убеждает их отдать себя на психиатрическое лечение, чтобы они могли излечиться, как он. Однако Барон Земо использует устройство контроля сознания, чтобы взять под контроль мутантов и вернуть Уилана в Паразита, намереваясь использовать их в качестве подопытных для дальнейших экспериментов. Укрепленная психиатрическим лечением воля Уилана частично возвращается к человеческой форме и нападает на Земо. Доктор Кафка убеждает его не убивать Земо, и, отпустив свою ненависть, Уилан позволяет "Паразиту" наконец умереть. Больше не находясь в психиатрической лечебнице, он предстает перед судом за свои преступления в качестве Паразита. Лучший адвокат Мэтт Мёрдок соглашается стать его защитником в этом деле .
Уилан снова возвращается к своему состоянию Паразита, когда объединяется с Бладскримом для борьбы с Росомахой .
Во время побега из "Рафта", организованного Электро, Паразит нападает на Человека-паука после того, как Граф Нефария сбивает его в яму вместе с другими сбежавшими злодеями. Позже его можно увидеть сражающимся с Капитаном Америкой .
Позже Паразит попадает в экспериментальную нью-йоркскую тюрьму "Муравейник", где все заключенные уменьшаются в размерах благодаря частицам Пима, созданным Хэнком Пимом. Попытка побега пресекается Женщиной-Халк .
Паразит — один из злодеев, завербованных для участия в преступном синдикате Капюшона. Он помогает им сражаться с Новыми Мстителями, но его уничтожает Доктор Стрэндж .
Во время сюжетной арки "Secret Invasion" он входит в число многих суперзлодеев, которые вновь присоединяются к преступному синдикату Капюшона. Паразит, Синдикат и армия героев атакуют и побеждают силы вторжения Скруллов в Центральном парке .
Паразит возвращается в сюжетной арке "Первая охота Крэйвена". Он нападает на нового охотника Крэйвена за вторжение в его туннели и сильно избивает его. Он выбегает наружу и сталкивается с Человеком-пауком, который одет в костюм Сорвиголовы. Не узнав своего старого врага, Паразит нападает на него, одолевает и откусывает плечо . Вблизи Паразиту удаётся определить запах Человека-паука. Обратившись к последнему клочку человечности в Паразите, Человек-паук убеждает его рассказать, где находится Крэйвен. Позже Паразит снова нападает на Крэйвена, но терпит поражение и попадает в плен .

## Силы и способности
Сила Паразита была увеличена в результате экспериментального мутагенного процесса, разработанного Арнимом Зола и навязанного ему. Его ловкость, рефлексы и прочность примерно соответствуют абсолютному пику, достижимому для человеческого тела, но, в отличие от силы, скорости и выносливости, они не достигают сверхчеловеческого уровня. Он обладает чрезвычайно острыми чувствами, особенно обонянием. У Паразита длинные, как когти, ногти, острые, как бритва, зубы и мех, покрывающий большую часть тела, что придаёт ему вид человекоподобной крысы. Со временем Паразит обрёл способность по желанию возвращаться в человеческую форму.
Паразит обладает способностью контролировать крыс и бродячих собак в радиусе двух миль (3 км) от своей персоны. Как он это делает, точно не объяснено, но некоторые авторы предполагают, что это может быть гиперзвуковая связь.
Хотя Паразит не имеет формального образования в области боевых искусств, он использует звериную свирепость, звериную хитрость и инстинкты, которые делают его очень грозным бойцом в рукопашном бою. Однажды он одолел Человека-паука в физической схватке, но Крэйвен-охотник не позволил Вермину убить Человека-паука.

## Вне комиксов

### Видеоигры
- Первоначально Паразит должен был появиться в игре Spider-Man 1995 года.
- Стивен Блум озвучил Паразита в игре The Amazing Spider-Man 2012 года. По сюжету игры, Эдвард Уилан был учёным, работавшим на «Озкорп». Он ввёл человеческую ДНК лабораторной крысе под наблюдением Алистера Смита, который предоставил ему заметки доктора Курта Коннорс. Крыса мутировала за ночь и укусила Уилана, у которого затем развились крысиные симптомы. В игре Паразит является одним из межвидовых гибридов, которые сходят с ума из-за ощущения гибридной крови находящегося в «Озкорпе» Питера Паркера. Во время развернувшегося хаоса, Паразит кусает и заражает нескольких учёных, включая Гвен Стейси, смертельным вирусом. Позже Человек-паук находит Паразита и преследует его через канализацию, поскольку доктору Коннорсу был необходим образец гибридной крови, чтобы синтезировать противоядие от вируса. В конечном итоге Человек-паук побеждает Паразита и собирает образец крови.